# Fonction complètement multiplicative
En théorie des nombres, les fonctions définies sur l'ensemble des entiers naturels non nuls et qui respectent les produits sont appelées fonctions complètement multiplicatives ou fonctions totalement multiplicatives. Elles font partie des fonctions multiplicatives, qui ne respectent que les produits de nombres premiers entre eux. En dehors de la théorie des nombres, le terme « fonction multiplicative » est souvent considéré comme synonyme de « fonction complètement multiplicative » tel que défini dans cet article.

## Définition
Une fonction complètement multiplicative est une fonction arithmétique f telle que f(1) = 1 et f(ab) = f(a)f(b) pour tous entiers strictement positifs a et b.
Sans la condition f(1) = 1, on pourrait toujours avoir f(1) = 0, mais alors f(a) = 0 pour tout entier a > 0, donc ce n'est pas une restriction très forte.
La définition ci-dessus peut être reformulée en utilisant le langage de l'algèbre : une fonction complètement multiplicative est un morphisme du monoïde {\displaystyle (\mathbb {N} ^{*},\cdot )} (c'est-à-dire les entiers strictement positifs munis de la multiplication) dans un autre monoïde.

## Exemples
L'exemple le plus simple d'une fonction complètement multiplicative est la fonction puissance Idk : Idk(n) = nk, où k est un entier naturel. La fonction constante 1 est la fonction Id0.
La fonction de Liouville est un exemple non trivial de fonction complètement multiplicative, ainsi que les caractères de Dirichlet, comme le symbole de Legendre, ou plus généralement celui de Jacobi.

## Propriétés
Une fonction complètement multiplicative est complètement déterminée par ses valeurs sur les nombres premiers, comme conséquence du théorème fondamental de l'arithmétique. Ainsi, si n est le produit de puissances de nombres premiers distincts, par exemple n = pa qb ..., alors f(n) = f(p)a f(q)b ...
Alors que la convolution de Dirichlet de deux fonctions multiplicatives est multiplicative, la convolution de Dirichlet de deux fonctions complètement multiplicatives n'est pas nécessairement complètement multiplicative.
Une fonction multiplicative f est complètement multiplicative si et seulement si son inverse de Dirichlet est {\displaystyle \mu \cdot f}, où {\displaystyle \mu } est la fonction de Möbius.
Les fonctions complètement multiplicatives sont aussi distributives. Si f est complètement multiplicative, alors :
{\displaystyle f\cdot (g*h)=(f\cdot g)*(f\cdot h)}
où * représente le produit de Dirichlet et {\displaystyle \cdot } représente le produit usuel de fonctions.
Une conséquence de ceci est que pour toute fonction complètement multiplicative f, on a :
{\displaystyle f*f={\text{d}}\cdot f}
où {\displaystyle {\text{d}}} est la fonction nombre de diviseurs. On peut le déduire de ce qui précède en posant {\displaystyle g=h=\mathbf {1} }.